# Lydia Klinkenberg
Lydia Klinkenberg (nascida a 3 de outubro de 1981) é uma política belga que serve actualmente como Ministra da Educação e Pesquisa Científica do Governo da Comunidade de Língua Alemã. Ela é membro do partido ProDG.

## Carreira
Ela foi eleita pela primeira vez para o Parlamento da Comunidade de Língua Alemã em 2009.
Em outubro de 2020 foi nomeada Ministra da Educação para a comunidade de língua alemã na Bélgica. Em março de 2021, ela reuniu-se com os ministros da educação flamengo e valónio para pedir ao governo federal que fizesse dos professores uma prioridade nas metas de vacinação contra a COVID-19.